# نيل بي. فريمان
نيل بي. فريمان (بالإنجليزية: Neal B. Freeman)‏ هو كاتب أمريكي، ولد في 5 يوليو 1940.